# 刘安东
刘安东（1946年9月—），遼寧凤城人，中华人民共和国政治人物。刘澜波之子。

## 生平
1970年，毕业于北京邮电学院无线电通信专业。1998年，担任国家邮政局副局长。2003年，升任国家邮政局局长。2006年，任中国邮政集团公司总经理，兼任中国邮政储蓄银行董事长。2008年，当选第十一届全国政协委员，代表经济界，分入第三十七组。2011年9月14日退休。